# Харитон, Юзеф
Юзеф Харитон (Józef Charyton) — польский художник. Родился 8 ноября 1909 года в Крупице (Конгресс Польши, Российская империя). Умер 8 января 1975 года в Белостоке (Польша). 
В 1938 году Харитон был единственным художником, подготовившим склеп для перезахоронения последнего короля Польши Станислава Августа Понятовского после того, как его останки были перевезены из Ленинграда (Советский Союз). Во время Второй мировой войны Харитон был свидетелем уничтожения евреев и цыган. Эти воспоминания легли в основу большой коллекции портретов и повседневной жизни погибших. 
В 1958 году Харитон начал работу над циклом картин под названием «Головы евреев», объединённых темой жизни еврейского местечка 30-х годов и страшных дней пребывания в гетто. Харитон — реалист, своего рода летописец, рисовал людей, которых лично знал и встречал в повседневной жизни.